# THEATER BEATNIKS
シアタービートニクス（THEATER BEATNIKS）とは四国・香川・高松を拠点に活動している素人のコントユニット。2005年1月に結成。年に1回のコントライブがメインの活動。地方ではめずらしいお笑い・コントに特化したパフォーマンス集団。

## 概要
2005年1月にはた栄二（主宰）と板野秀彦（主宰補佐）が中心となってTHEATER BEATNIKS（現在はシアタービートニクス）を結成。
元々は香川県高松市で演劇活動をしていたアマチュア劇団『劇団空想力学』に所属していたメンバー数名が中心となり結成した。
香川県で『気軽に観に行ける舞台』を作る事をコンセプトに活動を始め、オリジナルコントの創作が主体となっていった。
素人ながら常にオリジナルコントを創作し、年に1度のコントライブで披露する活動サイクルが定着した。

## メンバー

### （初期メンバー）
- はた栄二（はた　えいじ）（初回は脚本・演出担当）
- 杉原よしひこ（すぎはら　よしひこ）
- 山津賢二（やまつ　けんじ）
- 原田寛司（はらだ　ひろし）
- モリヒロミ（もり　ひろみ）
- 古市美穂（ふるいち　みほ）（主に制作担当）
- pen artist SANTACC（ぺんあーてぃすと　さんたっく）（デザイン担当）
- おさむし（音楽担当）

## 舞台公演・出演
- 2005年　コントライブ『鉄瓶アダムは眠らない』（会場：高松DIME）
- 2006年　コントライブ2『割り算がわからなくても生きていける方法』（会場：高松DIME）
- 2006年　出張コントライブ in 木太北部小学校（会場：高松市立北北部小学校）
- 2007年　コントライブ3『地球を回すのはお前のオヤジか!?』（会場：高松DIME）
- 2008年　コントライブ4『予言者、カミナリに撃たれる』（会場：高松オリーブホール）
- 2009年　コントライブ5『にっぽんゼンマイ大博覧会』（会場：高松DIME）
- 2010年　さぬき映画祭『カインの畑 - 阿部家の絆編 -』にメンバー総出演（監督・脚本：香西志帆）
- 2010年　コントライブ6『アドレナリン液状化システム』（会場：高松DIME）
- 2011年　コントライブ7『あの道には野良犬がいる』（会場：高松DIME）
- 2012年　映画『猫と電車』にはた栄二が出演（監督・脚本：香西志帆）
- 2013年　コントライブ8『Taktstock タクト 〜振り切れない大人たちの虚言癖〜』（会場：高松DIME）
- 2014年　コントライブ9『オマールエビの超ごった煮』（会場：高松DIME）
- 2014年　映画『恋とオンチの方程式』に原田寛司が出演（監督・脚本：香西志帆）
- 2015年　コントライブ10『プレミアムなの…そっとしといて。』（会場：高松DIME）
- 2015年　うどん県プロモーション映像『ウドン・オブ・ミュージック』にはた栄二が出演
- 2016年　かがわ演劇祭 参加公演『コントライブ それはまた別の話』（会場：香川県文化会館）
- 2017年　コントライブ2017『続・もっさり仙人下山に至る』（会場：高松DIME）
- 2018年　コントライブ2018『怒ってないよ 聞いてみただけ』（会場：高松DIME）
- 2019年　コントライブ2019『ライブハウスってこと、忘れてました！』（会場：高松DIME）